# Пул, Малкольм
Малкольм Филип Пул (англ. Malcolm Philip Poole, 6 ноября 1949) — австралийский хоккеист (хоккей на траве), нападающий. Серебряный призёр летних Олимпийских игр 1976 года.

## Биография
Малкольм Пул родился 6 ноября 1949 года.
В 1970—1980 годах играл в хоккей на траве за Западную Австралию.
В 1976 году вошёл в состав сборной Австралии по хоккею на траве на Олимпийских играх в Монреале и завоевал серебряную медаль. Играл на позиции нападающего, провёл 8 матчей, мячей не забивал.
В 1980 году был включён в состав сборной Австралии на летние Олимпийские игры в Москве, однако австралийцы бойкотировали их.
Выступал за сборную Австралии в 1971—1980 годах. Также участвовал в чемпионатах мира 1975 года в Куала-Лумпуре и 1978 года в Буэнос-Айресе, где австралийцы завоевали бронзовые медали.
Отличался высокой работоспособностью и скоростью на поле, хорошим выбором позиции.
По окончании игровой карьеры работал тренером и селекционером в командах Перта, Западной Австралии и Австралии.

## Увековечение
Введён в Зал хоккейных чемпионов Западной Австралии.